# 프랑크 폰 베렌
프랑크 폰 베렌(독일어: Frank von Behren, 1976년 9월 28일~)은 독일의 전직 핸드볼 선수로 포지션은 센터백이다. 현역 시절 핸드볼 분데스리가의 프로 선수로 활동했고 독일 핸드볼 국가대표팀의 일원으로 뛰었다. 그는 독일 대표팀 소속으로 올림픽에서 은메달을 획득했다.